# Râul Preluci, Buhăescu
Râul Preluci sau Râul Ciungu este un curs de apă, afluent al Buhăescu. 

## Hărți
- Harta județului Maramureș
- Harta Munții Rodnei  Arhivat în 22 iulie 2020, la Wayback Machine.